# Rybki z ferajny
Rybki z ferajny (ang. Shark Tale) – amerykański film animowany wytwórni DreamWorks z 2004 roku.

## Opis fabuły
Rybka o imieniu Oskar pracuje w myjni wielorybów, lecz marzy o wielkiej sławie i pieniądzach. Jego najlepszą przyjaciółką jest rybka Angie - recepcjonistka z myjni, która skrycie się w nim podkochuje. Ich szef - rozdymka Sykes  - pracuje dla Dona Lino, żarłacza białego i przywódcy mafii rekinów składającej się również z orek, ryb pił, żaglic i ośmiornic, która rządzi Rafą. Mafiozo mówi Sykesowi, że wkrótce jego synowie przejmą po nim pałeczkę. Podczas, gdy najstarszy syn Frankie jest pełnokrwistym rekinem jego młodszy syn Lenny jest wegetarianinem i przynosi swojej rodzinie wstyd. Po tym, jak Sykes żartując mówi, że Lenny nie nadaje się do rządzenia Rafą, zdenerwowany Don Lino mówi, że Sykes musi mu teraz zapłacić haracz za bezpieczeństwo myjni i jego długi. Następnego dnia Sykes mówi Oskarowi, że ten ma długi u niego, a co za tym idzie także u Don Lino. Sykes mówi Oskarowi, że jeśli nie spłaci długów spotkają go nieprzyjemności ze strony jego pomocników - meduz Berniego i Erniego. Tymczasem Don Lino chce, by Lenny został prawdziwym rekinem i prosi Frankiego, by ten go następnego dnia nauczył go jak nim być.
Oskar zamiast zapłacić Sykesowi stawia na konia wyścigowego, a gdy ten przegrywa, Oskara spotyka kara. W tym samym czasie Frankie ma nauczyć Lenny'ego, jak być rekinem. Oboje spotykają torturowanego przez meduzy Oskara, który ma być pierwszą ofiarą Lenny'ego. Ten jednak tylko udaje przed bratem, że atakuje i zjada Oskara. Kiedy Frankie odkrywa prawdę wściekły, chce zjeść Oskara jednak spada na niego kotwica. Frankie umiera, przez co Oskar przez przypadek zostaje nazwany Pogromcą Rekinów i zdobywa upragnioną sławę, a równocześnie naraża się Don Lino, który obwinia go za śmierć Frankiego i zniknięcie Lenny'ego, który przerażony uciekł. Wkrótce Oskar i Lenny zaprzyjaźniają się ze sobą. Gdy mimo wszystko kłamstwo wychodzi na jaw, Oskar pakuje się w jeszcze większe tarapaty niż poprzednio.

## Obsada głosowa
- Will Smith – Wargatek sanitarnik Oscar
- Jack Black – Żarłacz biały Lenny
- Renée Zellweger – Skalar Angie
- Robert De Niro – Żarłacz biały Don Lino
- Martin Scorsese – Rozdymka Sykes
- Angelina Jolie – Skrzydlica Lola
- Ziggy Marley – Meduza Ernie
- Doug E. Doug – Meduza Bernie
- Michael Imperioli – Żarłacz biały Frankie
- Katie Couric – Karaś Katie Current
- Vincent Pastore – Ośmiornica Luca
- David P.Smith – Krab pustelnik Szalony Joe
- Peter Falk – Rekin tygrysi Don Ira Feinberg
- Shelley Morrison – Rozdymka Pani Sanchez
- Christina Aguilera – Meduza Christina
- Missy Elliott – Rybka Missy
- David Soren – Krewetka/Robak/Rozgwiazda #1/Orka
- James Ryan – Ostryga/Rozgwiazda #2/Rozgwiazda #3
- Sean Bishop – Wieloryb

### Wersja polska
- Cezary Pazura – Oscar
- Jarosław Boberek – Lenny
- Joanna Trzepiecińska – Angie
- Krzysztof Stelmaszyk – Don Lino
- Mieczysław Morański – Sykes
- Grzegorz Wasowski – Ernie
- Sławomir Szczęśniak – Bernie
- Michał Gadomski – Frankie
- Brygida Turowska-Szymczak – Lola
- Monika Olejnik – Reporterka Katie Current
- Joanna Wizmur – Pani Sanchez

## Oryginalna ścieżka muzyczna
1. "Three Little Birds" – Sean Paul & Ziggy Marley (Bob Marley)
2. "Car Wash (Shark Tale Mix)" – Christina Aguilera feat. Missy Elliott (Norman Whitfield; Missy Elliot)
3. "Good Foot" – Justin Timberlake & Timbaland (Justin Timberlake; Timothy Z. Mosley)
4. "Secret Love" – JoJo (Philip "Whitey" White; Jared Gosselin; Samantha "Jade" Gibbs)
5. "Lies & Rumors" – D12 (D. Holton; J. R. Rotem; D. Porter; O. Moore; V. Carlisle; R. Johnson; M. Chavarria)
6. "Got to Be Real" – Mary J. Blige feat. Will Smith (David Foster; David Paich; Cheryl Lynn)
7. "A Little Less Conversation" – Elvis (zremiksowane przez Junkie XL)
8. "Can't Wait" – Avant (Damon E. Thomas; Antonio Dixon; Harvey W. Mason; Eric Dawkins; Steven Russell)
9. "Gold Digger" – Ludacris feat. Bobby V. i Lil' Fate (Alonzo Lee; Shamar Daugherty; Christopher Bridges; Bobby Wilson; Arbie Wilson)
10. "Get It Together" – India.Arie (Drew Ramsey; Shannon Sanders; India Aire Simpson; Dana Johnson; Mel Johnson)
11. "We Went as Far as We Felt Like Going" – The Pussycat Dolls (Bob Crewe; Kenny Nolan)
12. "Digits" – Fan 3 (Allison Lurie; Paul Robb; David Clayton-Thomas; Fred Lipsius)
13. "Sweet Kind of Life" – Cheryl Lynn (James Harris; III & Terry Lewis; Cheryl Lynn; Bobby Ross Avila; Issiah J. Avila; Tony Tolbert; James Q. Wright)
14. "Some of My Best Friends Are Sharks" – Hans Zimmer (Hans Zimmer)

## Box office
| Świat | 374 583 879 USD |
| USA   | 160 861 908 USD |